# 陳澤民 (1909年)
陳澤民（1909年—1981年），男，福建東山人，中華民國政治人物。福建省集美高級師範學校畢業畢業，1933年加入中國共產黨，曾任文化界總同盟組織部領導（左聯上級單位）、江蘇省工作委員會組織部長、中共中央上海局委員。1948年奉上海局赴台灣考察蔡孝乾成立的台灣省工作委員會，1948年6月主持「香港會議」，1948年8月擔任台灣省工作委員會 副書記兼組織部長。1949年10月31日遭逮捕，自1951年4月27日为中国国民党效力，任職國防部保密局匪情研究室至退休，1981年肝癌病逝。

## 生平
陳澤民1909年生于福建省东山县。1931年集美高級師範學校畢業畢業，1932年參加北平社會科學者聯盟，並成為支部書記，1933年加入中國共產黨，從事地下活動，擔任教育界與文化界統戰活動，1934年擔任中共成立的文化界地下組織中國左翼文化總同盟（左聯上級單位）組織部領導，與國民政府進行思想戰，爭取宣傳陣地，吸引廣民眾支持中國共產黨及其思想。1937年擔任江蘇省工作委員會組織部長，1944年擔任教育界工作委員會、文化界工作委員會領導，1947年第二次國共內戰期間任上海市工作委員會兼調查研究部部長，1948年成為中國共產黨中央上海局委員。
1946年中共中央華東局調派幹部林英傑、洪幼樵、張志忠等三人來臺協助蔡孝乾成立台灣省工作委會，洪幼樵任宣傳部長兼台中地區負責人，張志忠任武裝部長領導海山、桃園與新竹。
蔡孝乾在台北蘆洲地區透過舊台共的關係，認識台灣農民組合的成員，郭琇琮、簡吉、李媽兜等人加入，再透過李媽兜吸收陳福星加入，1947年二二八事件發生後，大量知識分子左傾，台灣省工作委會組織自此快速擴大，黨員激增上千人。
1948年6月，蔡孝乾率核心幹部十人（朱子慧、李武昌、李媽兜、計梅真、洪幼樵、唐海光、孫古平、郭琇琮、陳添福、張志忠）飛往香港，與臺盟及上海同鄉會代表們一同參加「華東局」幹部劉曉所主持的臺灣工作幹部會議，即「香港會議」，陳澤民於此時奉派參與會議，並於之後隨蔡孝乾等赴台協助組織活動。
1948年8月陳澤民赴台成為台灣省工作委會副書記兼組織部長，陳澤民負責發展台南、高雄、屏東等地組織，透過劉特慎在高雄屏東地區組織活動，領導朱子慧、李份組成的台灣省工作委員會高雄市工委會，從事工運及教育群眾，並發展擴大組織。
1949年8月光明報事件導致省工委組織瓦解，從台大法學院、基隆市工委會，全台大搜捕從台北到嘉義、台南、高雄、屏東，陳澤民於1949年10月31日遭逮捕
，1951年4月27日奉准自新，任職國防部保密局匪情研究室至退休，1981年肝癌病逝。

## 相關案件

### 高雄市工委案
1946年洪幼樵兄長洪仲樵介紹劉特慎來台與組織取得聯繫後在高雄屏東地區組織活動，初期由嘉義人張志忠領導，1948年8月陳澤民赴台成為台灣省工作委會副書記兼組織部長，化名老錢，陳澤民負責發展台南、高雄、屏東等地組織，陳澤民與朱子慧、李份成立的台灣省工作委員會高雄市工委會，從事工運及教育群眾，朱子慧吸收盧圭燦設立佳冬支部吸收黃溫恭等，透過朱子慧成立教員支部、路竹支部、大碑湖支部、左營支部等。
光明報事件導致省工委組織瓦解，從台大法學院、基隆市工委會，全台大搜捕從台北到嘉義、台南、高雄、屏東，陳澤民於1949年10月31日遭逮捕，高雄市工委會幹部皆備供出逮捕，組織瓦解。

### 潘承德等案
潘承德1941年8月由陳月仙介紹參加上海教育界工作委員會認識了陳澤民，由於身分暴露後，於1946年11月赴台，1948年4月就任台北縣瓜山國民學校校長，不久與陳澤民取得聯繫，吸收該校教職員方碩德、教導主任林學禮加入共產黨。